# Dinosauri a colazione
Dinosauri a colazione (Movers & Shakers) è un film commedia statunitense del 1985 diretto da William Asher.

## Trama
Uno sceneggiatore in crisi coniugale è ingaggiato da un produttore per scrivere un film romantico da intitolare Love in Sex; a sua volta il produttore aveva promesso tale realizzazione a un socio morente, che si era messo in testa di ricavare da un vendutissimo manuale di educazione sessuale una commedia sentimentale di successo. Comincia così la ricerca della troupe adatta, ma le difficoltà si moltiplicano: il regista prescelto è a corto di idee ed è continuamente distratto dalle bizze della sua amante, mentre l'attore individuato come protagonista fa i capricci credendosi un novello Rodolfo Valentino.

## Critica
(M. Anselmi, L'Unità, 3 aprile 1988, p. 26)